# Qaem-Schahr (Verwaltungsbezirk)
Qaem-Schahr (persisch شهرستان قائم‌شهر, ‚Schahrestan Qaem-Schahr‘) ist ein Schahrestan in der Provinz Mazandaran im Iran. Er enthält die Stadt Qaem-Schahr, welche die Hauptstadt des Verwaltungsbezirks ist. 

## Demografie
Bei der Volkszählung 2016 betrug die Einwohnerzahl des Schahrestan 309.199. Die Alphabetisierung lag bei 91 Prozent der Bevölkerung. Knapp 70 Prozent der Bevölkerung lebten in urbanen Regionen.
| Zensusjahr | Einwohnerzahl |
| ---------- | ------------- |
| 2011       | 302.417       |
| 2016       | 309.199       |